# Yacoub El Mansour
Yacoub El Mansour (àrab: يعقوب المنصور, Yaʿqūb al-Manṣūr; amazic estàndard marroquí: ⵢⴰⵄⵇⵓⴱ ⵍⵎⴰⵏⵙⵓⵔ, Yaℇqub Lmansur) és un districte del municipi de Rabat, de la prefectura de Rabat, a la regió de Rabat-Salé-Kenitra, al Marroc. Segons el cens de 2014 tenia una població total de 194.532 persones. Entre els censos de 1994 i 2004 ha passat de 199.675 a 202.301 habitants.